# Delray Beach Open

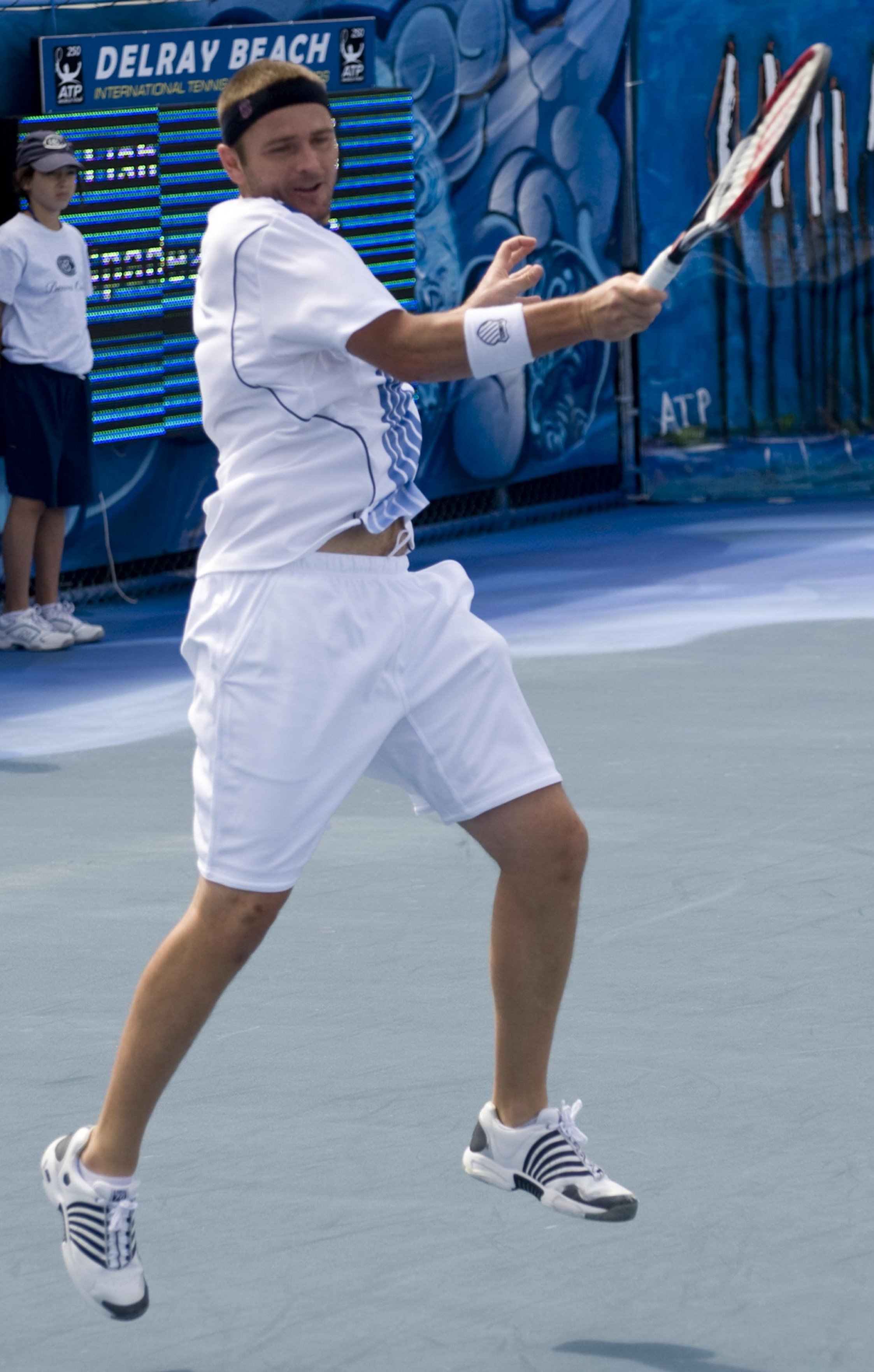
Mardy Fish, zwycięzca turnieju w 2009 roku w grze pojedynczej

Delray Beach Open, właściwie Delray Beach Open By Vitacost.com – męski turniej tenisowy kategorii ATP Tour 250 zaliczany do cyklu ATP Tour. Rozgrywany na kortach twardych w amerykańskim Delray Beach od 1999 roku. W latach 1993–1998 zawody odbywały się w Coral Springs.

## Mecze finałowe

### Gra pojedyncza
| Delray Beach  |                       |                             |                     |
| Rok           | Zwycięzca             | Finalista                   | Wynik               |
| 2025          | Miomir Kecmanović     | Alejandro Davidovich Fokina | 3:6, 6:1, 7:5       |
| 2024          | Taylor Fritz          | Tommy Paul                  | 6:2, 6:3            |
| 2023          | Taylor Fritz          | Adrian Mannarino            | 7:6(8), 6:4         |
| 2022          | Cameron Norrie        | Reilly Opelka               | 7:6(1), 7:6(4)      |
| 2021          | Hubert Hurkacz        | Sebastian Korda             | 6:3, 6:3            |
| 2020          | Reilly Opelka         | Yoshihito Nishioka          | 7:5, 6:7(6), 6:2    |
| 2019          | Radu Albot            | Daniel Evans                | 3:6, 6:3, 7:6(7)    |
| 2018          | Frances Tiafoe        | Peter Gojowczyk             | 6:1, 6:4            |
| 2017          | Jack Sock             | Milos Raonic                | walkower            |
| 2016          | Sam Querrey           | Rajeev Ram                  | 6:4, 7:6(6)         |
| 2015          | Ivo Karlović          | Donald Young                | 6:3, 6:3            |
| 2014          | Marin Čilić           | Kevin Anderson              | 7:6(6), 6:7(7), 6:4 |
| 2013          | Ernests Gulbis        | Édouard Roger-Vasselin      | 7:6(3), 6:3         |
| 2012          | Kevin Anderson        | Marinko Matošević           | 6:4, 7:6(2)         |
| 2011          | Juan Martín del Potro | Janko Tipsarević            | 6:4, 6:4            |
| 2010          | Ernests Gulbis        | Ivo Karlović                | 6:2, 6:3            |
| 2009          | Mardy Fish            | Jewgienij Korolow           | 7:5, 6:3            |
| 2008          | Kei Nishikori         | James Blake                 | 3:6, 6:1, 6:4       |
| 2007          | Xavier Malisse        | James Blake                 | 5:7, 6:4, 6:4       |
| 2006          | Tommy Haas            | Xavier Malisse              | 6:3, 3:6, 7:6       |
| 2005          | Xavier Malisse        | Jiří Novák                  | 7:6, 6:2            |
| 2004          | Ricardo Mello         | Vince Spadea                | 7:6, 6:3            |
| 2003          | Jan-Michael Gambill   | Mardy Fish                  | 6:0, 7:6            |
| 2002          | Davide Sanguinetti    | Andy Roddick                | 6:4, 4:6, 6:4       |
| 2001          | Jan-Michael Gambill   | Xavier Malisse              | 7:5, 6:4            |
| 2000          | Stefan Koubek         | Álex Calatrava              | 6:1, 4:6, 6:4       |
| 1999          | Lleyton Hewitt        | Xavier Malisse              | 6:4, 6:7, 6:1       |
| Coral Springs |                       |                             |                     |
| Rok           | Zwycięzca             | Finalista                   | Wynik               |
| 1998          | Andrew Ilie           | Davide Sanguinetti          | 7:5, 6:4            |
| 1997          | Jason Stoltenberg     | Jonas Björkman              | 6:0, 2:6, 7:5       |
| 1996          | Jason Stoltenberg     | Chris Woodruff              | 7:6, 2:6, 7:5       |
| 1995          | Todd Woodbridge       | Greg Rusedski               | 6:4, 6:2            |
| 1994          | Luiz Mattar           | Jamie Morgan                | 6:4, 3:6, 6:3       |
| 1993          | Todd Martin           | David Wheaton               | 6:3, 6:4            |

### Gra podwójna
| Delray Beach  |                                     |                                           |                      |
| Rok           | Zwycięzcy                           | Finaliści                                 | Wynik                |
| 2025          | Miomir Kecmanović Brandon Nakashima | Christian Harrison Evan King              | 7:6(3), 1:6, 10–3    |
| 2024          | Julian Cash Robert Galloway         | Santiago González Neal Skupski            | 5:7, 7:5, 10–2       |
| 2023          | Marcelo Arévalo Jean-Julien Rojer   | Rinky Hijikata Reese Stalder              | 6:3, 6:4             |
| 2022          | Marcelo Arévalo Jean-Julien Rojer   | Ołeksandr Nedowiesow Aisam-ul-Haq Qureshi | 6:2, 6:7(5), 10–4    |
| 2021          | Ariel Behar Gonzalo Escobar         | Christian Harrison Ryan Harrison          | 6:7(5), 7:6(4), 10–4 |
| 2020          | Bob Bryan Mike Bryan                | Luke Bambridge Ben McLachlan              | 3:6, 7:5, 10–5       |
| 2019          | Bob Bryan Mike Bryan                | Ken Skupski Neal Skupski                  | 7:6(5), 6:4          |
| 2018          | Jack Sock Jackson Withrow           | Nicholas Monroe John-Patrick Smith        | 4:6, 6:4, 10–8       |
| 2017          | Raven Klaasen Rajeev Ram            | Treat Huey Maks Mirny                     | 7:5, 7:5             |
| 2016          | Oliver Marach Fabrice Martin        | Bob Bryan Mike Bryan                      | 3:6, 7:6(7), 13–11   |
| 2015          | Bob Bryan Mike Bryan                | Raven Klaasen Leander Paes                | 6:3, 3:6, 10–6       |
| 2014          | Bob Bryan Mike Bryan                | František Čermák Michaił Jełgin           | 6:2, 6:3             |
| 2013          | James Blake Jack Sock               | Maks Mirny Horia Tecău                    | 6:4, 6:4             |
| 2012          | Colin Fleming Ross Hutchins         | Michal Mertiňák André Sá                  | 2:6, 7:6(5), 15–13   |
| 2011          | Scott Lipsky Rajeev Ram             | Christopher Kas Alexander Peya            | 4:6, 6:4, 10–3       |
| 2010          | Bob Bryan Mike Bryan                | Philipp Marx Igor Zelenay                 | 6:3, 7:6(3)          |
| 2009          | Bob Bryan Mike Bryan                | Marcelo Melo André Sá                     | 6:4, 6:4             |
| 2008          | Maks Mirny Jamie Murray             | Bob Bryan Mike Bryan                      | 6:4, 3:6, 10–6       |
| 2007          | Xavier Malisse Hugo Armando         | James Auckland Stephen Huss               | 6:3, 6:7(4), 10–5    |
| 2006          | Mark Knowles Daniel Nestor          | Chris Haggard Wesley Moodie               | 6:2, 6:3             |
| 2005          | Simon Aspelin Todd Perry            | Jordan Kerr Jim Thomas                    | 6:3, 6:3             |
| 2004          | Leander Paes Radek Štěpánek         | Gastón Etlis Martín Rodríguez             | 6:0, 6:3             |
| 2003          | Leander Paes Nenad Zimonjić         | Raemon Sluiter Martin Verkerk             | 7:5, 3:6, 7:5        |
| 2002          | Martin Damm Cyril Suk               | David Adams Ben Ellwood                   | 6:4, 6:7(5), 10–5    |
| 2001          | Jan-Michael Gambill Andy Roddick    | Thomas Shimada Myles Wakefield            | 6:3, 6:4             |
| 2000          | Brian MacPhie Nenad Zimonjić        | Joshua Eagle Andrew Florent               | 7:5, 6:4             |
| 1999          | Maks Mirny Nenad Zimonjić           | Doug Flach Brian MacPhie                  | 7:6(3), 3:6, 6:3     |
| Coral Springs |                                     |                                           |                      |
| Rok           | Zwycięzcy                           | Finaliści                                 | Wynik                |
| 1998          | Grant Stafford Kevin Ullyett        | Mark Merklein Vince Spadea                | 7:5, 6:4             |
| 1997          | Dave Randall Greg Van Emburgh       | Luke Jensen Murphy Jensen                 | 6:7, 6:2, 7:6        |
| 1996          | Todd Woodbridge Mark Woodforde      | Ivan Baron Brett Hansen-Dent              | 6:3, 6:3             |
| 1995          | Todd Woodbridge Mark Woodforde      | Sergio Casal Emilio Sánchez               | 6:3, 6:1             |
| 1994          | Lan Bale Brett Steven               | Ken Flach Stéphane Simian                 | 6:3, 7:5             |
| 1993          | Patrick McEnroe Jonathan Stark      | Paul Annacone Doug Flach                  | 6:4, 6:3             |